# Le Chant du héros

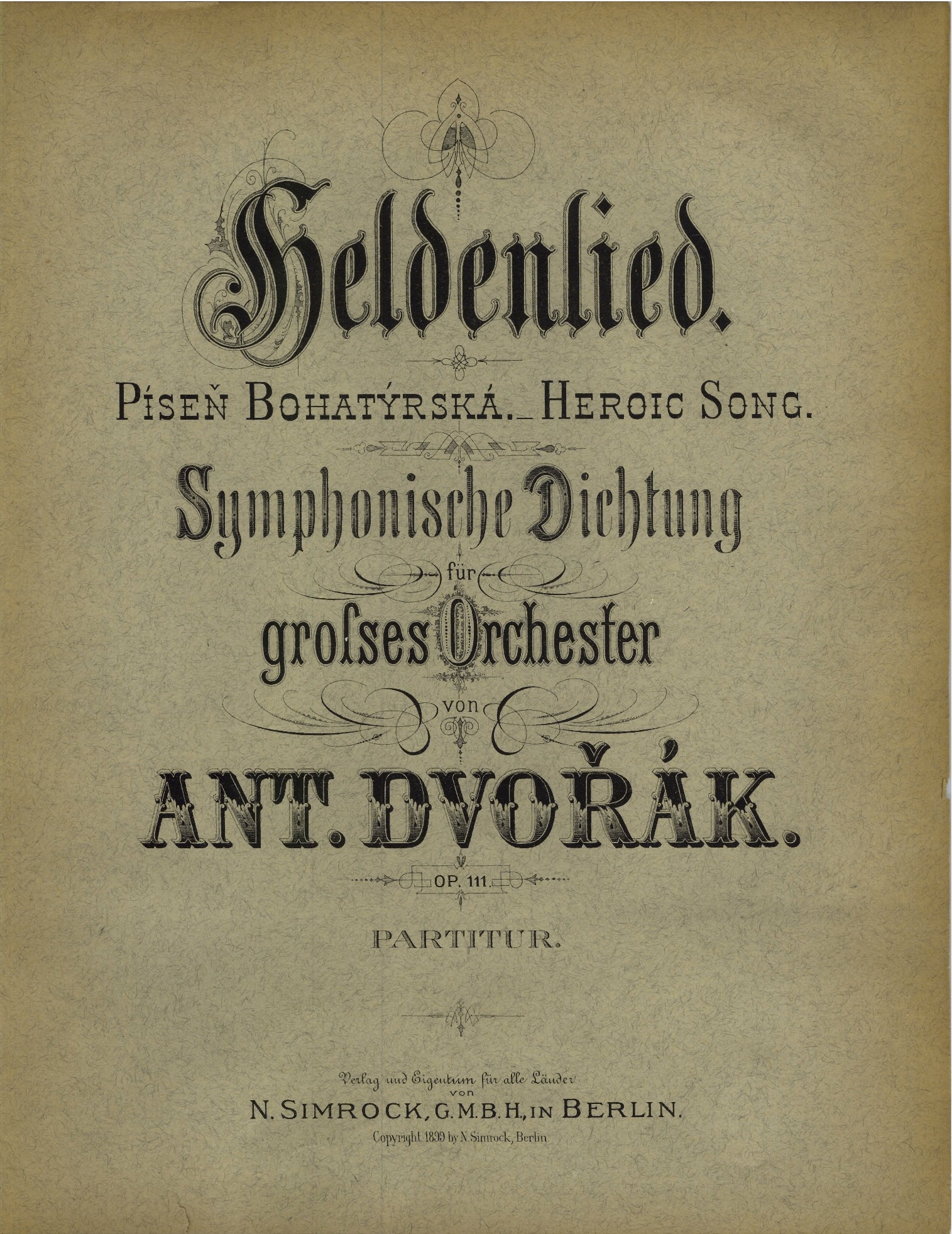
Page de titre de la première édition de A Hero's Song, publiée en 1899.

Le Chant du héros (en tchèque : Píseň bohatýrská), op. 111, B. 199, également appelé Heroic Song for Orchestra, est un poème symphonique pour orchestre composé par Antonín Dvořák entre le 4 août et le 25 octobre 1897. 
Cette œuvre a été créée à Vienne le 4 décembre 1898, dirigée par Gustav Mahler et jouée par l'Orchestre philharmonique de Vienne. Elle a ensuite été publié à Berlin en 1899. 
Contrairement aux autres poèmes symphoniques de Dvořák, ce travail n'est pas basé sur un texte spécifique, et il peut avoir été destiné à être autobiographique. La pièce est surtout énergique et triomphale, mais elle comprend une section plus lente contenant une marche funèbre. Une interprétation typique dure environ une vingtaine de minutes.

## Composition de l'orchestre
Le poème symphonique est écrit pour un orchestre de deux flûtes, deux hautbois, deux clarinettes, deux bassons, quatre cors, deux trompettes, trois trombones, un tuba, timbales, grosse caisse, cymbales, triangle et cordes. 
Cette composition est notable car elle manque en effet de harpe, de percussions inhabituelles et de bois non standard.
Cela fait de cet orchestre un orchestre plus simple que la plupart des autres œuvres orchestrales de Dvořák. En effet, la pièce ne tente pas de transmettre une histoire, mais dépeint simplement deux humeurs contrastées: le désespoir (pendant la section lacrimosa ) et le triomphe.

## Histoire

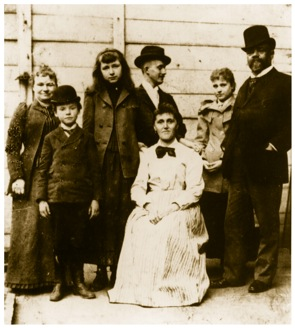
Antonín Dvořák (à droite) avec ses amis et sa famille à New York en 1893, quatre ans avant de composer A Hero's Song

A Hero's Song est l'ultime œuvre orchestrale de Dvořák et la finale de ses cinq poèmes symphoniques, les autres étant The Water Goblin, The Noon Witch, The Golden Spinning Wheel et The Wild Dove (Opp. 107-110). C'est aussi sa dernière musique complètement instrumentale, puisqu'il se consacre à des œuvres vocales et lyriques par la suite. Il a commencé à travailler sur la pièce le 4 août 1897, immédiatement après avoir révisé le troisième acte de son opéra Le Jacobin. Les travaux ont été achevés en trois mois, période pendant laquelle Dvořák a vécu dans sa résidence d'été dans sa ville natale de Příbram et a passé du temps dans son château du patron Josef Hlávka à Lužany. La pièce fut achevée le 25 octobre de la même année, et fut publiée en 1899 par Fritz Simrock à Berlin. 
Le poème symphonique a par coïncidence anticipé le poème au ton similaire de Richard Strauss, Ein Heldenleben (La vie d'un héros), qui a été composé un an plus tard. En fait, Dvořák avait à l'origine l'intention d'intituler la pièce La vie d'un héros, un nom qui lui avait été suggéré par son élève Vítězslav Novák.
L'œuvre a été créée par l'Orchestre philharmonique de Vienne le 4 décembre 1898, sous la direction de Gustav Mahler, un ami de Dvořák. Mahler a écrit à Dvořák avant la première : 
« Je viens de recevoir votre deuxième œuvre, The Hero's Song et, comme pour [The Wild Dove], j'en suis assez enchanté » :209.
Dvořák était présent à la première audition publique et avait prévu de le diriger lui-même avec l'Orchestre philharmonique de Berlin le 14 novembre 1899, mais a annulé ses plans en raison d'une dépression nerveuse soudaine.
 – selon les mots de Dvořák, « j'étais tellement indisposé que j'ai dû quitter Berlin avec ma femme sans même voir Simrock » :210–211. La pièce avait été jouée la veille, sous la direction d'Arthur Nikisch. Il a également été joué à Londres, Hambourg, Boston et Leipzig en octobre et novembre 1899. Dvořák a finalement pu diriger personnellement la pièce à Budapest en décembre de la même année. :210–211

## Musique
Dvořák a souvent adapté le folklore bohémien pour ses compositions, puisque ses quatre poèmes symphoniques précédents étaient basés sur des poèmes réels du poète tchèque Karel Jaromír Erben, en particulier le recueil de ballades Kytice d'Erben. 
A Hero's Song est la seule exception parmi les poèmes symphoniques de Dvorak, puisqu'il n'a pas précisé l'inspiration musicale de l'œuvre. Il a seulement décrit grossièrement l'intrigue de la musique dans une lettre ultérieure. 
L'absence d'une inspiration littéraire a été supposée comme une raison de sa relative négligence par rapport aux autres œuvres symphoniques qu'il a pu composer. Il y a cela dit une théorie disant qu' A Hero's Song serait autobiographique, ce qui serait une approche inhabituelle. 
A Hero's Song est musicalement structuré comme une symphonie en quatre mouvements, commençant par un allegro con fuoco, passant à un lent poco adagio lacrimosa, puis incluant un scherzo et se terminant par une coda . La pièce est basée sur un thème court et énergique en si bémol mineur joué aux altos, violoncelles et basses au début de la pièce.
Ce thème est présenté sous diverses formes tout au long de la première section. Ensuite, une section lente est marquée par une musique calme qui symbolise le chagrin du héros.  Le thème comprend une marche funèbre, une forme musicale Dvořák également utilisée dans son Requiem, Stabat Mater et Piano Quintet No. 2. 
Le héros se remet de son chagrin alors que l'ambiance de la musique s'éclaircit progressivement et passe en si bémol majeur, menant au scherzo dansant. Enfin, le triomphe du héros est représenté par la coda victorieuse. 
Bien que ce poème soit le moins célèbre parmi les poèmes symphoniques de Dvořák, A Hero's Song a été décrit comme « une effusion décomplexée d'énergie joyeuse » et « musicalement aussi riche que les œuvres écrites un an plus tôt », tandis que sa section Lacrimosa est « pleine de tristesse et de nostalgie ». Le caractère de la musique, lui, a été décrit comme « une variation sur le style de Beethoven » la légère influence de Mahler a également été notée dans la marche funèbre, et la fin a été comparée à la musique patriotique d'Edward Elgar.